# Argyrobrithes insularis
Argyrobrithes insularis är en tvåvingeart som beskrevs av Kertesz 1921. Argyrobrithes insularis ingår i släktet Argyrobrithes och familjen vapenflugor. Inga underarter finns listade i Catalogue of Life.